# Cinque Nazioni 1967
Il Cinque Nazioni 1967 (in inglese 1967 Five Nations Championship; in francese Tournoi des Cinq Nations 1967; in gallese Pencampwriaeth y Pum Gwlad 1967) fu la 38ª edizione del torneo annuale di rugby a 15 tra le squadre nazionali di Francia, Galles, Inghilterra, Irlanda e Scozia, nonché la 73ª in assoluto considerando anche le edizioni dell'Home Nations Championship.
A laurearsi campione del torneo fu la Francia, al suo settimo titolo ottenuto a distanza di 5 anni dal precedente, che nella penultima giornata ebbe la meglio a Lansdowne Road sull'Irlanda che l'affiancava in classifica prima del fischio d'inizio.
L'Inghilterra, seconda per differenza punti, sperava nel titolo condiviso e nel Triple Crown, vanificato nella sconfitta contro il Galles a Cardiff nel suo ultimo incontro; a sua parziale consolazione, il ritorno a Twickenham della Calcutta Cup mancante dal 1963.
Il valore delle marcature, come stabilito dall’IRFB nel 1948, era: 3 punti per ciascuna meta (5 se trasformata), 3 punti per la realizzazione di ciascun calcio piazzato, mark o drop.

## Nazionali partecipanti e sedi
| Squadra     | Città     | Impianto interno      |
| ----------- | --------- | --------------------- |
| Francia     | Colombes  | Stadio Yves du Manoir |
| Galles      | Cardiff   | Arms Park             |
| Inghilterra | Londra    | Twickenham            |
| Irlanda     | Dublino   | Lansdowne Road        |
| Scozia      | Edimburgo | Murrayfield           |

## Risultati
| Arbitro: | Kevin Kelleher |

|                |      |               |
| Carrère Duprat | mt   |               |
| Gachassin      | tr   |               |
|                | c.p. | S. Wilson (2) |
|                | drop | Simmers       |

| Arbitro: | Kevin Kelleher |

|                       |      |          |
| Hinshelwood J. Telfer | mt   | Watkins  |
| S. Wilson             | tr   | T. Price |
| Chisholm              | drop |          |

| Arbitro: | Dai Hughes |

|         |      |           |
|         | mt   | McFadyean |
|         | tr   | Hosen     |
| Kiernan | c.p. | Hosen     |

| Arbitro: | Paddy d'Arcy |

|       |      |                    |
|       | mt   | C. Dourthe Duprat  |
|       | tr   | G. Camberabero (2) |
| Hosen | c.p. | G. Camberabero     |
|       | drop | G. Camberabero (2) |

| Arbitro: | Dai Hughes |

|           |      |           |
|           | mt   | N. Murphy |
|           | tr   | Kiernan   |
| S. Wilson | c.p. |           |

| Arbitro: | Mike Titcomb |

|  |    |        |
|  | mt | Duggan |

| Arbitro: | Paddy d'Arcy |

|                           |      |                    |
| McFadyean (2) Taylor Webb | mt   | Hinshelwood Turner |
| Hosen (3)                 | tr   | S. Wilson          |
| Hosen (2)                 | c.p. | Wilson (2)         |
| Finlan                    | drop |                    |

| Arbitro: | Paddy d'Arcy |

|                                 |      |              |
| G. Camberabero Dauga C. Dourthe | mt   | Bebb         |
| G. Camberabero                  | tr   | T. Price     |
| G. Camberabero                  | c.p. | T. Price (2) |
| G. Camberabero                  | drop | D. Watkins   |

| Arbitro: | Doug McMahon |

|                                   |      |                   |
| Bebb G. Davies (2) Jarrett Morris | mt   | Barton (2) Savage |
| Jarrett (5)                       | tr   |                   |
| Jarrett (2)                       | c.p. |                   |
| Raybould                          | drop |                   |

| Arbitro: | Bob Burrell |

|         |      |                |
| Molloy  | mt   | Cabanier       |
|         | tr   | G. Camberabero |
| Kiernan | c.p. |                |
|         | drop | G. Camberabero |

## Classifica
| Pos | Squadra     | G | V | N | P | PF | PS | DP  | Pt |
| --- | ----------- | - | - | - | - | -- | -- | --- | -- |
| 1   | Francia     | 4 | 3 | 0 | 1 | 55 | 41 | +14 | 6  |
| 2   | Inghilterra | 4 | 2 | 0 | 2 | 68 | 67 | +1  | 4  |
| 3   | Irlanda     | 4 | 2 | 0 | 2 | 17 | 22 | −5  | 4  |
| 4   | Scozia      | 4 | 2 | 0 | 2 | 37 | 45 | −8  | 4  |
| 5   | Galles      | 4 | 1 | 0 | 3 | 53 | 55 | −2  | 2  |